# Возний
Во́зний — судовий урядовець у Польщі, Литві, Україні до 19 століття.
В Україні возний змінив староукраїнських урядовців — дітських і вижів. Возний вручав повідомлення до суду, підтримував контакти зі сторонами, оглядав місце злочину, жертви або постраждалих, виконував рішення суду в цивільних справах і наглядав за порядком під час судового процесу.
Возний у козацькому війську — призначувана посада зі своєю печаткою. Призначався гетьманом козацького війська. Возний займався постачанням продуктів харчування та фуражу. За відсутності Гетьмана виконував його обов'язки.

## В літературі
- Возний — персонаж п'єси Івана Котляревського «Наталка-Полтавка»
- Возний – персонаж Пана Тадеуша Адама Міцкевича